# Ulf Kinnesson
Ulf „Kinne“ Johansson (* 6. Mai 1959) ist ein schwedischer Badmintonspieler. Später startete er unter dem Namen Ulf Kinnesson.

## Karriere
Ulf Johansson gewann bei der Europameisterschaft 1984 Bronze im Herrendoppel mit Lars Wengberg. Er siegte des Weiteren bei den Czechoslovakian International und gewann zwei Medaillen bei Junioren-Europameisterschaften. Bei den schwedischen Einzelmeisterschaften erkämpfte er sich drei Titel. 1983 wurde er Neunter bei der Badminton-Weltmeisterschaft.

## Sportliche Erfolge
| Saison    | Veranstaltung                     | Disziplin    | Platz | Name                                                      |
| --------- | --------------------------------- | ------------ | ----- | --------------------------------------------------------- |
| 1974/1975 | Schweden: Einzelmeisterschaft U17 | Herrendoppel | 1     | Ulf Johansson / Allan Petersén (Kinnekulle BMK / Åby BMK) |
| 1975/1976 | Schweden: Einzelmeisterschaft U19 | Herreneinzel | 1     | Ulf Johansson (Kinnekulle BK)                             |
| 1976/1977 | Schweden: Einzelmeisterschaft U19 | Herreneinzel | 1     | Ulf Johansson (Kinnekulle BK)                             |
| 1977      | Junioren-Europameisterschaft      | Herreneinzel | 3     | Ulf Johansson                                             |
| 1977      | Junioren-Europameisterschaft      | Herrendoppel | 3     | Ulf Johansson / Göran Carlsson                            |
| 1981      | Czechoslovakian International     | Herreneinzel | 1     | Ulf Johansson                                             |
| 1982/1983 | Schweden: Einzelmeisterschaft     | Herreneinzel | 1     | Ulf Johansson (BK Aura)                                   |
| 1983      | Weltmeisterschaft                 | Herreneinzel | 9     | Ulf Johansson                                             |
| 1984      | Europameisterschaft               | Herrendoppel | 3     | Lars Wengberg / Ulf Johansson                             |
| 1985/1986 | Schweden: Einzelmeisterschaft     | Herreneinzel | 1     | Ulf Johansson (BK Aura)                                   |
| 1986/1987 | Schweden: Einzelmeisterschaft     | Herreneinzel | 1     | Ulf Johansson (Göteborgs BK)                              |